# XIV. Fliegerkorps
Le XIV. Fliegerkorps (14e Corps aérien) a été l'un des principaux Corps de la Luftwaffe allemande durant la Seconde Guerre mondiale.

## Création et différentes dénominations
Il est formé le 30 avril 1943 à Tutow, à partir de la Luftwaffen-Division Meindl. Le 29 août 1944, ce corps est renommé General der Transportflieger.

Il dirige les unités de transport aérien, y compris les différents Transportfliegerführer. 

## Commandement

Drapeau du chef du Fliegerkorps

| Début         | Fin          | Grade   | Nom                 |
| ------------- | ------------ | ------- | ------------------- |
| 30 avril 1943 | 29 août 1944 | General | Joachim Coeler (en) |

## Chef d'état-major
| Début     | Fin            | Grade  | Nom       |
| --------- | -------------- | ------ | --------- |
| Mai 1942  | Août 1944      | Oberst | Junghanns |
| Août 1944 | Septembre 1944 | Oberst | Mettig    |

## Quartier Général
Le Quartier Général se déplace suivant l'avancement du front.
| Début         | Fin          | Ville                   |
| ------------- | ------------ | ----------------------- |
| 30 avril 1943 | Février 1944 | Tutow                   |
| Février 1944  | 29 août 1944 | Schloß Putbus auf Rügen |

## Unités subordonnées
- Flugbereitschaft/XIV. Fliegerkorps : Avril 1943 - Août 1944